# Deutsche Mineralogische Gesellschaft
Die Deutsche Mineralogische Gesellschaft (DMG) ist eine gemeinnützige deutsche Gesellschaft zur Förderung der Mineralogie. Sie hat etwa 1500 Mitglieder (2023) und gehört der International Mineralogical Association an und dem Dachverband der Geowissenschaften an. Sie wurde auf der Versammlung Deutscher Naturforscher und Ärzte in Köln 1908 aufgrund eines Antrags von Friedrich Martin Berwerth auf der Versammlung 1907 in Dresden gegründet.
Vorsitzender ist zurzeit (2023–2024) der Petrologe Horst Marschall.
Die DMG hat die Sektionen:
- Angewandte Mineralogie: Systematik, Eigenschaften der Minerale; Bio-, Tonmineralogie, Edelsteinkunde
- Kristallographie: Erforschung des atomaren Aufbaus und der Eigenschaften anorganischer und organischer Kristalle (Strukturforschung, Kristallchemie, Kristallphysik, Kristallwachstum und -züchtung)
- Geochemie: Verteilungsgesetze, Häufigkeit und Mobilität der chemischen Elemente in der Erde, den Meeren, der Atmosphäre u. im Weltraum (Analytische, Experimentelle, Theoretische, Angewandte, Umwelt-Geochemie)
- Petrologie und Petrophysik: Entstehung, Herkunft und Umwandlung der Gesteine; Untersuchungen und Synthesen unter simulierten Bedingungen des Erdinneren (Experimentelle Petrologie), Gefügeuntersuchungen

und die Arbeitskreise Archäometrie und Denkmalpflege, Rohstoffforschung, Mineralogische Museen und Sammlungen und Mineralogie in Schule und Hochschule.
Die DMG verleiht Preise
- Abraham-Gottlob-Werner-Medaille
- Doris Schachner Medaille
- den Victor-Moritz-Goldschmidt-Preis für Nachwuchswissenschaftler
- die Georg-Agricola-Medaille in angewandter Mineralogie
- den Paul Ramdohr Preis für Nachwuchswissenschaftler
- den Beate Mocek Preis für Nachwuchswissenschaftlerinnen

Sie gibt mit der italienischen und französischen mineralogischen Gesellschaft das European Journal of Mineralogy und mit 18 weiteren geochemischen, kosmochemischen und mineralogischen Gesellschaften das Magazin Elements heraus.

## Ehrenmitglieder
- 1924 Max von Laue (1879–1960), Friedrich Becke (1855–1931), Waldemar Christofer Brøgger (1851–1940)
- 1925 Gustav Tschermak (1836–1927)
- 1927 Henry Alexander Miers (1858–1942), Leonard James Spencer (1870–1959), Jakob Johannes Sederholm (1863–1934)
- 1931 Gottlob Linck (1858–1947), Reinhard Brauns (1861–1937)
- 1932 Edward H. Kraus (1875–1973), Charles Palache (1869–1954)
- 1932 Friedrich Rinne (1863–1933)
- 1935 Gustav Klemm (1858–1938)
- 1938 Josef Emanuel Hibsch (1852–1940)
- 1947 Ferdinand von Wolff (1874–1952), Otto Erdmannsdörffer (1876–1955)
- 1948 Hermann Steinmetz (1879–1964)
- 1949 Paul Niggli (1888–1953)
- 1950 Pentti Eskola (1883–1964), Percy Dudgeon Quensel (1881–1966), Karl-Hermann Scheumann (1881–1964)
- 1953 Hermann Tertsch (1880–1962), Walther Kossel (1888–1956), Iwan Stranski (1897–1979)
- 1957 Martin J. Buerger (1903–1986)
- 1958 Paul Peter Ewald (1888–1985)
- 1962 Carl Wilhelm Correns (1893–1980)
- 1963 Felix Machatschki (1895–1970)
- 1968 John Frank Schairer (1904–1970)
- 1970 Thomas F. W. Barth (1899–1971)
- 1971 Emil Lehmann (1881–1981), Adolf Pabst (1899–1990)
- 1972 Hermann Rose (1883–1976)
- 1973 George T. Faust (1908–1985)
- 1975 Theodor Ernst (1904–1983)
- 1976 Fritz Laves (1906–1978)
- 1980 Heinz Meixner (1908–1981)
- 1980 Werner Nowacki (1909–1988)
- 1981 Walter Noll (1907–1987), Doris Schachner (1904–1988)
- 1982 Karl Hugo Strunz (1910–2006), Georges Deicha (1917–2011)
- 1988 Hans Ulrich Bambauer (1929–2021)
- 1991 Josef Zemann (1923–2022)
- 1992 Heinz Jagodzinski (1916–2012)
- 1995 Horst Saalfeld (1920–2022)
- 2000 Werner Schreyer (1930–2006)
- 2002 Volkmar Trommsdorff (1936–2005)
- 2004 Egon Althaus (1933–2022)
- 2005 Karl Hans Wedepohl (1925–2016), Friedrich Liebau (1926–2011)
- 2006 Peter Paufler (* 1940)
- 2015 Hans A. Seck (1935–2016), Friedrich Seifert (* 1941), Martin Okrusch (* 1934), Jochen Hoefs (* 1939)
- 2016 Herbert Kroll (* 1940), Herbert Palme (* 1943)
- 2017 Klaus Heide (1938–2023), Walter Maresch (* 1944)
- 2019 Christian Chopin (* 1955)
- 2020 Klaus Keil (1934–2022)